# Mandalgarh
Mandalgarh é uma cidade e um município no distrito de Bhilwara, no estado indiano de Rajastão.

## Geografia
Mandalgarh está localizada a 25° 12′ N, 75° 06′ L. Tem uma altitude média de 382 metros (1253 pés).

## Demografia
Segundo o censo de 2001, Mandalgarh tinha uma população de 20,161 habitantes. Os indivíduos do sexo masculino constituem 51% da população e os do sexo feminino 49%. Mandalgarh tem uma taxa de literacia de 50%, inferior à média nacional de 59.5%: a literacia no sexo masculino é de 63% e no sexo feminino é de 36%. Em Mandalgarh, 15% da população está abaixo dos 6 anos de idade.